# Hayao Tada
Hayao Tada (多田 駿, Tada Hayao) (24 février 1882 - 16 décembre 1948) est un général de l'armée impériale japonaise qui eut pour maîtresse Yoshiko Kawashima.

## Biographie
Né à Sendai dans la préfecture de Miyagi, Tada est diplômé de la 15e promotion de l'académie de l'armée impériale japonaise en 1903. Il sert dans l'artillerie durant la guerre russo-japonaise.
Tada est diplômé de la 25e promotion de l'école militaire impériale du Japon en 1913. Il est instructeur de l'armée chinoise à l'académie militaire de Pékin de 1926 à 1927. De retour au Japon, il est instructeur à l'école militaire impériale de 1927 à 1928, avant de devenir commandant du 4e régiment d'infanterie en 1928. Il est promu chef d'État-major de la 16e division en 1930.
Tada retourne à l'académie militaire de Pékin de 1931 à 1932 puis est conseiller militaire en chef au Mandchoukouo de 1932 à 1934. Durant cette période, il a pour maîtresse Yoshiko Kawashima, le « Bijou de l'Orient », membre de la famille impériale Qing qui aide à convaincre Pu Yi d'accepter le trône du Mandchoukouo. Du 1er août 1932 au 1er mai 1936, Tada est commandant-en-chef de l'armée japonaise de garnison de Chine.
Peu avant le début de la seconde guerre sino-japonaise, il assume le commandement de la 11e division puis est rappelé au Japon le 14 août 1937 pour devenir vice-chef de l'État-major de l'armée impériale japonaise. Il est en plus commandant de l'école militaire impériale.
Après l'incident du pont Marco-Polo, Tada tente de contacter le chef du Kuomintang, Tchang Kaï-chek, pour désamorcer les tensions entre le Japon et la Chine. Tada affirme que les deux pays affrontent la même menace étrangère, l'Union soviétique, et la même menace intérieure, le communisme, et ne doivent pas gâcher de précieuses ressources à se combattre. Ses efforts sont cependant ruinés par le Premier ministre Fumimaro Konoe, le ministre de la Guerre Hajime Sugiyama, le ministre de la Marine Mitsumasa Yonai, et le ministre des Affaires étrangères Kōki Hirota, qui réprimandent Tada pour ses tentatives personnelles de diplomatie.
Tada retourne en Chine le 10 décembre 1938 pour commander la 3e armée. Le 12 décembre 1939, il est promu commandant-en-chef de l'armée régionale japonaise de Chine du Nord. Malgré ses premiers efforts en faveur de la paix, Tada est un commandant vigoureux, et est partisan de la transformation des provinces du Nord de la Chine en régime fantoche détaché du contrôle du Kuomintang.
Tada est décoré de l'ordre du Milan d'or (2e classe) en juillet 1941, et est promu général. Il se retire du service actif deux mois plus tard.
Après la défaite de 1945, Tada est arrêté par les forces d'occupation américaines et jugé pour des accusations de crimes de guerre de « classe A » (crimes contre la paix). Il meurt en prison le 16 décembre 1948, avant la fin du procès. Il est révélé une semaine plus tard que sa libération était imminente.